# برج تلویزیونی تالین
برج تلویزیونی تالین برجی است که در شهر تالین، کشور استونی قرار دارد. این برج ۳۱۴ متر ارتفاع دارد.